# Ústava Ruska
Ústava Ruské federace (rusky Конституция Российской Федерации) je základní zákon Ruska. První verze byla přijata na základě referenda z 12. prosince 1993 a v platnost vešla 25. prosince 1993. Od té doby byla několikrát měněna.

## Historie
Ústavu Ruska připravilo v roce 1993 na 800 účastníků konference uspořádané za tímto účelem. Stalo se tak po vážné ústavní krizi, kdy tehdejší prezident Boris Jelcin přebíral neustále více pravomocí, což vedlo ke sporům mezi ním a parlamentem. Dospělo to až k převratu a přijetí nové ústavy. Byla tak nahrazena předchozí sovětská ústava z roku 1978.
Od přijetí ústavy proběhlo několik jejích změn.